# Еж
Ʒ, ʒ (еж) — літера розширеної латиниці. Використовується як символ в 
Міжнародному фонетичному алфавіті для позначення дзвінкого постальвеолярного спіранта і в алфавіті колтта-саамської мови (МФА: [d͡z]). У цій мові також використовується еж з гачеком (Ǯ ǯ), яка позначає дзвінку постальвеолярну африкату (МФА: [d͡ʒ]).
 В одній з версій африканського еталонного алфавіту у літери була велика форма . Цей варіант використовувався і в фонотиповому алфавіті, а також в африканському алфавіті.

## Лігатури
Лігатури з буквою еж:
- ʤ — раніше використовувалася в МФА для позначення дзвінкої постальвеолярної африкати.
- ɮ — використовується в сучасному МФА для позначення дзвінкого альвеолярного латерального щілинного приголосного.
- ẞ, ß — використовується в німецькій для передачі МФА: [s] і маркує довготу попереднього голосного.
- Ꜩ, ꜩ — позначає африкату МФА: [t͡s] в деяких маянських мовах.

## Див також
- Список латинських букв
- Ʃ (еш) — глуха пара до еж.